# Soy Luna: En Concierto - México
Soy Luna: En Concierto - México es una película-concierto de Disney Channel estrenada el 10 de diciembre de 2017. La película está protagonizada por Karol Sevilla y el elenco de la Serie original de Disney Channel, Soy Luna, además de la invitación especial de Sebastián Villalobos, en la que  interpretan las canciones de las dos primeras temporadas. 
La película tuvo una premier antes del estreno a través de un canal de pago de México y el 24 de noviembre de 2018 se estrenó en Netflix, y en noviembre de 2020 también llegó a Disney+.

## Lista de canciones
| Número | Canción                            | Cantada por |
| ------ | ---------------------------------- | --- |
| 1.     | Alas                               | Karol Sevilla |
| 2.     | Siempre Juntos                     | Karol Sevilla, Ruggero Pasquarelli, Valentina Zenere, Michael Ronda, Ana Jara, Malena Ratner, Gastón Vietto, Katja Martínez, Chiara Parravicini, Jorge López, Carolina Kopelioff y Agustín Bernasconi |
| 3.     | Prófugos                           | Ruggero Pasquarelli, Valentina Zenere |
| 4.     | La Vida es un Sueño                | Karol Sevilla |
| 5.     | Invisibles                         | Michael Ronda, Gastón Vietto & Ruggero Pasquarelli |
| 6.     | Sobre Ruedas                       | Karol Sevilla, Valentina Zenere, Katja Martinez, Malena Ratner, Chiara Parravicini, Ana Jara & Carolina Kopelioff                                                                                     |
| 7.     | Siento                             | Ruggero Pasquarelli |
| 8.     | Mírame a Mí                        | Valentina Zenere |
| 9.     | Eres                               | Karol Sevilla, Michael Ronda & Ruggero Pasquarelli |
| 10.    | Linda                              | Michael Ronda, Gastón Vietto & Ruggero Pasquarelli |
| 11.    | Chicas Así                         | Valentina Zenere, Malena Ratner & Katja Martínez |
| 12.    | Valiente (versión acústica)        | Karol Sevilla & Michael Ronda |
| 13.    | Música En Ti                       | Karol Sevilla |
| 14.    | I'd Be Crazy                       | Ruggero Pasquarelli, Michael Ronda, Gastón Vietto, Jorge López & Agustín Bernasconi |
| 15.    | A Rodar Mi Vida (versión acústica) | Chiara Parravicini, Ana Jara & Jorge López |
| 16.    | Fush, ¡Te Vas!                     | Katja Martinez, Valentina Zenere & Malena Ratner |
| 17.    | Tengo Un Corazón                   | Carolina Kopelioff |
| 18.    | Mitad y Mitad                      | Agustín Bernasconi & Carolina Kopelioff |
| 19.    | Qué Más Da                         | Karol Sevilla & Ruggero Pasquarelli |
| 20.    | Aquí Estoy                         | Ruggero Pasquarelli & Agustín Bernasconi |
| 21.    | Yo Quisiera                        | Michael Ronda |
| 22.    | Un Destino                         | Karol Sevilla, Ruggero Pasquarelli, Michael Ronda & Gastón Vietto |
| 23.    | Valiente (versión grupal)          | Karol Sevilla, Ruggero Pasquarelli, Valentina Zenere, Michael Ronda, Ana Jara, Malena Ratner, Gastón Vietto, Katja Martínez, Chiara Parravicini, Jorge López, Carolina Kopelioff y Agustín Bernasconi |
| 24.    | Vuelo                              | Karol Sevilla, Ruggero Pasquarelli, Valentina Zenere, Michael Ronda, Ana Jara, Malena Ratner, Gastón Vietto, Katja Martínez, Chiara Parravicini, Jorge López, Carolina Kopelioff y Agustín Bernasconi |
| 25.    | Siempre Juntos (versión grupal)    | Karol Sevilla, Ruggero Pasquarelli, Valentina Zenere, Michael Ronda, Ana Jara, Malena Ratner, Gastón Vietto, Katja Martínez, Chiara Parravicini, Jorge López,Carolina Kopelioff y Agustín Bernasconi  |
| 26.    | Alas [Final]                       | Karol Sevilla, Ruggero Pasquarelli, Valentina Zenere, Michael Ronda, Ana Jara, Malena Ratner, Gastón Vietto, Katja Martínez, Chiara Parravicini, Jorge López, Carolina Kopelioff y Agustín Bernasconi |

- Datos: Q59785408